# 赫萊穆齊城堡

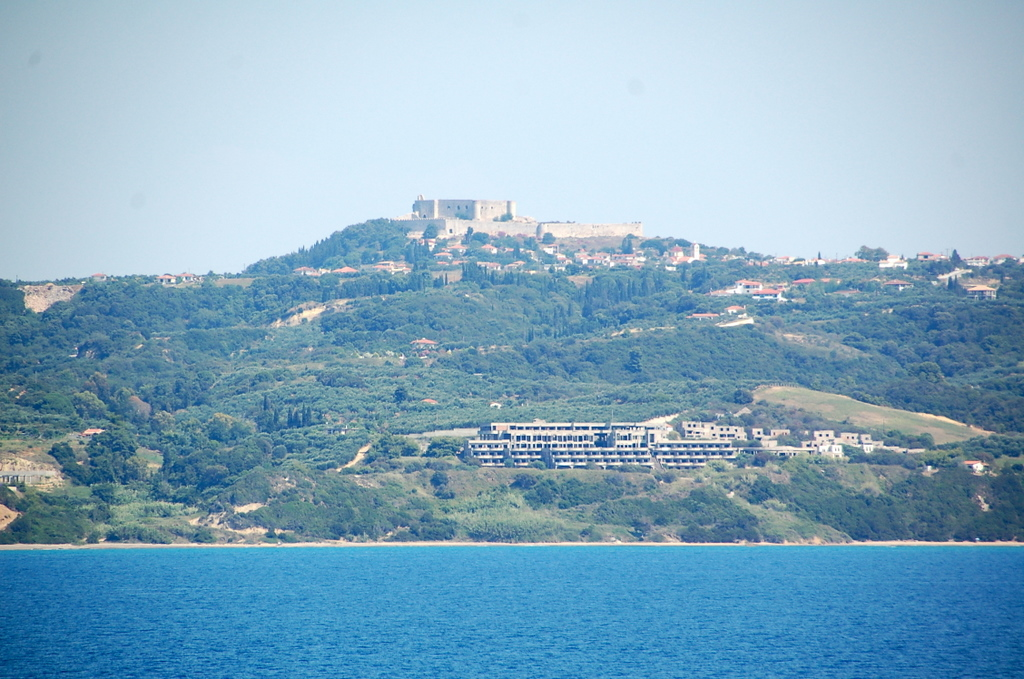

赫萊穆齊城堡（希臘語：Χλεμούτσι）是位於希臘西希腊大区伊利亚专区的一座中世紀城堡。這座城堡修建於1220年代早期的亞該亞侯國統治時期。

## 外部連結
- Kyllini-Kastro municipality （页面存档备份，存于）
- Chlemoutsi info （页面存档备份，存于）